# Polyclinum macrophyllum
Polyclinum macrophyllum is een zakpijpensoort uit de familie van de Polyclinidae. De wetenschappelijke naam van de soort is voor het eerst geldig gepubliceerd in 1919 door Michaelsen.